# اسلام و سکولاریسم

نقش اسلام یا دین در قوانین اساسی کشورهای اکثریت مسلمان
حکومت اسلامی (اجرای قوانین بر پایه شریعت اسلامی)
دین رسمی (اجرای قوانین در حد جزئی)
مبهم / فاقد اعلان
دولت سکولار (جدایی کامل اسلام از دولت)

تعریف و کاربرد سکولاریسم، مخصوصا جایگاه دین در جامعه، در میان کشورهای مسلمان متفاوت است، همان طور که در میان کشورهای غربی نیز متفاوت است. اغلب از سکولاریسم برای توصیف جدایی زندگانی عمومی و امور مدنی/دولتی از آموزه ها یا فرامین دینی، یا به طور ساده جدایی دین و سیاست، استفاده می شود. سکولاریسم در کشورهای مسلمان اغلب در نقطه مقابل با اسلام‌گرایی است، و سکولاریست ها تمایل دارند تا به دنبال تبلیغ سیاست سکولار و ارزش های اجتماعی باشند، در مقابل با سیاست و ارزش های اسلامی.

## دولت های سکولار با جمعیت اکثریت مسلمان
- آلبانی
- آذربایجان
- بوسنی و هرزگوین
- بورکینا فاسو
- چاد
- ساحل عاج
- گینه
- گینه بیسائو
- اندونزی
- قراقستان
- کوزوو
- قرقیزستان
- لبنان
- مالی
- نیجر
- جمهوری ترک قبرس شمالی
- سنگال
- سیرالئون
- تاجیکستان
- ترکیه
- ترکمنستان
- ازبکستان
- کرانه باختری رود اردن

### حرکت‌های سکولاریستی به تفکیک دولت‌ها

#### ایران
به دنبال کودتای ۳ اسفند ۱۲۹۹، رضاخان خود را به عنوان شخصیت سیاسی سلطه گر بر کشور استوار کرد.
۱۹۲۵ الی ۱۹۴۱: رضاشاه شروع کرد به انجام یک سری تغییرات شگرف بر جامعه ایرانیان، با نیت مشخص غربی سازی و حذف دین از حوزه عمومی. وی مدارس دینی را به مدارس سکولار تغییر داد، اولین دانشگاه سکولار ایران را ساخت و حجاب در حوزه عمومی را قدغن کرد. مع‌هذا، با حذف قدرت مجلس (اولین پارلمان در ۱۹۰۶ میلادی) و سخت گیری و تعقیب در آزادی بیان، رژیم مستبدانه و کاملاً غیر دموکراتیک شد.
۱۹۵۱ الی ۱۹۵۳: در طول اوائل دهه ۱۹۵۰ میلادی، نخست وزیر دکتر مصدق دوباره داشت دولتی سکولار با یک برنامه کار سوسیالیستی و هدف مشخصِ کاهشِ قدرتِ در دست روحانیون شکل می داد. اما نقشه او برای ملی سازی صنعت نفت برای بریتانیا یک قدم فرا تر از حد محسوب می شد، و کنگره به شدت از تمرکز فکر او بر قدرت نگران بود. پس بریتانیا با کمک سازمان سیا، از یک کودتا که دولت مصدق را با محمدرضاشاه تعویض می کرد پشتیبانی کرد.
۱۹۶۲ الی ۱۹۶۳: با فرمان غربی سازی، محمد رضا شاه انقلاب سفید را به ایران آورد، با هدف این که ایران را به یک کشور کاپیتالیستیِ سکولارِ غربی‌سازی‌شده تبدیل کند.
۱۹۶۳ الی ۱۹۷۳: اپوزیسیون به طور متحد پشت آیت‌الله روح‌الله خمینی گرد آمد و با پایان دهه ۱۹۷۰ میلادی با انقلاب اسلامی در ۱۳۵۷ شاه از قدرت سرنگون شد.

## مخالفت و نقد

### سکولاریسم و دین
اسلام‌گرایان معتقدند که اسلام با ارزش های هنجاری سیاسی که توسط متون الهی مشخص می شوند، دین و سیاست را در هم آمیخته.
عالمان سعودی سکولاریسم را به عنوان چیزی که اکیداً در سنت اسلامی نهی شده است مردود می دانند.